# Can Pasqual (els Hostalets de Pierola)
Can Pascual és una masia dels Hostalets de Pierola (Anoia) inclosa a l'Inventari del Patrimoni Arquitectònic de Catalunya.

## Descripció
Conjunt format per la casa pairal, la masoveria (antiga posada del Malcavaller), cellers...l'edifici principal és de planta rectangular amb planta baixa i dos pisos. A l'interior s'observa l'escala en un extrem, sostres de volta i l'organització típica de masia catalana. l'exterior presenta un caire de casa colonial: a les façanes laterals a l'altura del primer pis s'hi obren galeries i al façana principal,orientada al sud, té una composició simètrica donada pels balcons i bandes horitzontals acaba la façana amb un frontó circular. El conjunt està envoltat per un mur de tancament.

## Història
Es tenen notícies de l'existència de la masoveria al segle xiv, va ser un hostal i lloc de canvi diligències. La casa principal va ser edificada per Pau Pasqual i Carreres, que segons sembla havia tornat d'Amèrica. Tant l'interior com l'exterior de l'edifici s'inspiren en la Casa Mitjans de Sant Andreu de la Barca.